# TV消失之日
《TV消失之日》是2007年8月31日由KeroQ（ケロQ）的姐妹公司PetitKeroQ（プチケロQ）製作發售的成人遊戲。

## 劇情
12年前、太陽系出現一顆新的彗星。那顆彗星遠比其他的彗星巨大，在地球最接近該彗星時，彗星的磁場會引發大規模的電磁波通信干擾。
這段時間受到電磁波干擾的影響，電視無法接收電波信號、畫面呈現砂嵐狀態，因此被稱作『電視消失之日』。
在地球無法進行電波通信的那段期間，主角美作慎吾、他父親的上司穂坂健一利用電波障礙引發飛機失事，讓慎吾失去他的家人。慎吾知道這個事實之後，發誓要對穂坂健一進行報復。
12年後、慎吾在進入高中就讀之後，與一個新生相遇。她就是殺害慎吾親人的穂坂健一的愛女——穂坂七海。慎吾決定以她作為報復穂坂健一的手段。
失去愛的痛苦的人類，他想要找到自己存在的真正意義。

## 設定的問題
一般而言，只有較大的行星與恆星有磁場，彗星、小行星、矮行星、衛星等磁場都相當微弱，更別提足以干擾地球通信的巨大磁場。有時太陽磁暴會干擾地球通信，是因為帶電粒子——太陽風——穿過地球磁場產生的大量電磁波之故，也不是因為太陽的磁場。

## 登場人物
美作慎吾
本作品的主角。對人際關係等毫不關心，但在同年齡的女性之中相當有人氣（從故事中的台詞來看，可能相當帥氣）。小時候是愛惡作劇的小孩子，總是不接受母親要他好好聽話的要求。奈穗總是暱稱他「ミマー」。
穗坂七海（聲：本山美奈）
身高: 159cm, B: 85cm, W: 55cm, H: 82cm
調教部分的女主角。很少會做出引人注目的舉動，平常看起來相當溫順。有時會表現出強悍的一面，但這種性格很少出現。綽號是「ナナ」、「ナナっち」。
若名真尋（聲：川島梨乃）
身高: 160cm, B: 82cm, W: 54cm, H: 83cm
慎吾的幼馴染（青梅竹馬），慎吾唯一可以真心對待的對象。童年時因為戴著眼鏡而被欺負，此時受到慎吾的幫助。有一位叫美尋的姐姐。奈穂暱稱她為「わかにゃん」
奥山奈穗（聲：金田真午）
身高: 138cm, B: 65cm, W: 48cm, H: 68cm
七海的好友，和流琉從小時候就認識了。無論外觀或內在都相當幼稚，有著毒舌的個性因而常被流琉痛扁。暱稱(自稱)為「ナホ様」（『ナホ大人』的意思）、「ナホぴー」，不過因為她飛越式的言論和行為，常被人叫作「アホぴー」（『アホ』是笨蛋的意思）。
仙川流琉（聲：野神奈奈）
身高: 171cm, B: 81cm, W: 58cm, H: 85cm
七海的好友，從童年開始就和奈穗是好友。外觀看起來相當男孩子氣，猶如姐姐般的存在，希望別人覺得她可愛。很喜歡自己的名字「流琉」。極度的電波恐怖症，連看到手機都會感到害怕。奈穂暱稱她為「ナガー」。

## 主題歌
- 片頭曲（世界的光差）

歌手：monet，作詞：柚子璃刃
- 片尾曲

歌手：monet，作詞：柚子璃刃

## 製作人員
- 原畫 -
- 劇本 - 柚子璃刃
- 塗裝 - NAKAM、深森、
- 背景 - 吉田誠治
- 程式 - casper
- 程式腳本 - NEKOBASE、柚子璃刃

## 外部連結
- 官方網站 （页面存档备份，存于）（日語）